# Долговский сельсовет (Частоозерский район)
Долго́вский сельсовет — упразднённые административно-территориальная единица и муниципальное образование со статусом сельского поселения в составе Частоозерского района Курганской области.
Административный центр — село Долгие.
9 января 2022 года сельсовет был упразднён в связи с преобразованием муниципального района в муниципальный округ.

## История
В соответствии с Законом Курганской области от 6 июля 2004 года № 419 сельсовет наделён статусом сельского поселения.

## Население
| 1989 | 2002 | 2004 | 2010 | 2012 | 2013 | 2014 |
| ---- | ---- | ---- | ---- | ---- | ---- | ---- |
| 797  | ↘741 | →741 | ↘509 | ↘500 | ↘487 | ↘470 |
| 2015 | 2016 | 2017 | 2018 | 2019 | 2020 |      |
| ↘462 | ↗463 | ↘447 | ↗454 | ↘434 | ↘422 |      |

## Состав сельского поселения
| № | Населённый пункт | Тип населённого пункта       | Население |
| - | ---------------- | ---------------------------- | --------- |
| 1 | Долгие           | село, административный центр | ↘356      |
| 2 | Малодолгие       | деревня                      | ↘56       |
| 3 | Песьяное         | деревня                      | ↘97       |